# کیت گرگوریوا
کیت گرگوریوا (به انگلیسی: Kate Grigorieva) (زاده ۱۵ سپتامبر ۱۹۸۸) مدل روسی است.
وی در سال ۲۰۱۸ با فوتبالیست روسی انتون شینون ازدواج کرد